# Аврамов, Фёдор Олегович
Фёдор Олегович Аврамов (род. 19 ноября 2005, Санкт-Петербург) — российский хоккеист, нападающий.

## Биография
Начинал заниматься хоккеем и теннисом. Через два — три года, в возрасте восьми лет выбрал хоккей. Занимался в петербургских школах ГСДЮШОР (до 2016), «Олимпийские надежды» (2016—2017), СКА (2018), «СКА-Варяги» (2018—2022). В сезоне 2022/23 дебютировал в МХЛ в составе команды «СКА-Варяги». 30 июня 2023 года был обменян в «Сочи». В сезоне 2023/24 играл в МХЛ за «Капитан» Ступино.
На драфте НХЛ 2024 года был выбран во 6-м раунде под общим 188-м номером клубом «Каролина Харрикейнз». Летом 2024 года сайтом КХЛ назывался самым талантливым молодым хоккеистом в составе «Сочи». Дебютировал в КХЛ 7 сентября 2024 года в гостевом матче «Сочи» против «Спартака» (2:1 Б).